# L'uomo di casa (serie televisiva)
L'uomo di casa (Last Man Standing) è una serie televisiva statunitense ideata da Jack Burditt e trasmessa dall'11 ottobre 2011 al 20 maggio 2021. Narra le vicende in chiave comica della famiglia Baxter.

## Trama
Mike Baxter, padre di famiglia dalle idee fondamentalmente conservatrici, si trova alle prese con la sua famiglia composta esclusivamente da donne eccetto suo nipote Boyd di due anni, con il quale tenta un'educazione alla vera essenza della mascolinità quasi stereotipata, in contrasto con la volontà di sua figlia Kristin. Lavora in un negozio di articoli da caccia e pesca chiamato Outdoor Man, suo ultimo rifugio per condividere le sue idee da uomo rude e virile con i colleghi e con il suo capo, Ed Alzate.
Vanessa, moglie di Mike è una donna in carriera che con grande complicità del marito tenta di spingere le proprie figlie a dare il meglio. La primogenita, Kristin, è una ragazza madre che è rimasta incinta durante il ballo di fine anno e che per ammortizzare le spese per il figlio Boyd lavora in un fast food. Dotata di grande intelligenza, capisce che nonostante non sia più adolescente ha ancora dei sogni e decide di intraprendere la carriera universitaria. La secondogenita, Mandy, è la classica ragazza dal comportamento superficiale ed apparentemente priva di interessi culturali, appassionata di moda, di TV spazzatura e di musica commerciale. L'ultima delle tre è Eve, un'adolescente di dodici anni appassionata di calcio che grazie al suo comportamento poco femminile si trova ad avere un rapporto di grande intesa con Mike, suo padre.

## Episodi
| Stagione         | Episodi | Prima TV USA | Prima TV in italiano |
| ---------------- | ------- | ------------ | -------------------- |
| Prima stagione   | 24      | 2011-2012    | 2012-2013            |
| Seconda stagione | 18      | 2012-2013    | 2013-2014            |
| Terza stagione   | 22      | 2013-2014    | 2014-2015            |
| Quarta stagione  | 22      | 2014-2015    | 2015-2016            |
| Quinta stagione  | 22      | 2015-2016    | 2016                 |
| Sesta stagione   | 22      | 2016-2017    | 2017                 |
| Settima stagione | 22      | 2018-2019    | 2018-2019            |
| Ottava stagione  | 21      | 2020         | 2020                 |
| Nona stagione    | 21      | 2021         | 2021                 |

## Personaggi e interpreti

### Personaggi principali
- Mike Baxter (stagioni 1-9), interpretato da Tim Allen, doppiato da Michele Gammino.
Padre di tre figlie, è il direttore marketing dell'Outdoor Man; un uomo virile, tradizionale, dagli ideali molto conservatori.
- Vanessa Baxter (stagioni 1-9), interpretata da Nancy Travis, doppiata da Roberta Greganti.
È la moglie di Mike, di professione geologa, nella quarta stagione deciderà di diventare professoressa di scienze
- Kristin Beth Baxter, interpretata da Alexandra Krosney (stagione 1) e Amanda Fuller (stagioni 2-9), doppiata da Rossella Acerbo.
È la figlia più grande di Mike e Vanessa, madre single di un bambino di due anni di nome Boyd. Durante la prima stagione ha una relazione sentimentale con Kyle, un dipendente del padre, poi nella seconda stagione incomincia una relazione con il padre di Boyd il cui nome è Ryan, nella prima stagione fino alla seconda lavorerà come cameriera, nella terza inizierà a fare da manager ad un ristorante, poi inizierà a lavorare con Mike.
- Amanda Elaine "Mandy" Baxter, interpretata da Molly Ephraim (stagioni 1-6) e Molly McCook (ricorrente stagione 7-9), doppiata da Veronica Puccio.
È la secondogenita della famiglia Baxter; una ragazza superficiale che cerca sempre di seguire le ultime tendenze del mondo della moda. Il suo sogno è apparire in un reality show, dalla terza stagione aprirà un negozio online di moda
- Eve Baxter (stagioni 1-6; ricorrente stagione 7-9), interpretata da Kaitlyn Dever, doppiata da Lucrezia Marricchi.
È la figlia più giovane di Mike e Vanessa, che sembra avere un carattere molto simile a quello del padre, dalla settima stagione inizierà a frequentare la scuola militare
- Kyle Anderson (stagioni 1-9), interpretato da Christoph Sanders, doppiato da Simone Crisari.
È un giovane dipendente dell'Outdoor Man. Durante la prima stagione ha una relazione con Kristin, dalla seconda stagione avrà una relazione con Mandy; che poi sposerà nella sesta stagione
- Edward "Ed" Alzate (stagioni 1-9), interpretato da Héctor Elizondo, doppiato da Bruno Alessandro.
È il proprietario dell'Outdoor Man, nonché caro amico di Mike, con il quale è in attività da molti anni. Non esita a donare consigli di varia natura, spesso dalla dubbia utilità, ai propri dipendenti.
- Ryan Vogelson, interpretato da Nick Jonas (stagione 1) e Jordy Masterson (stagioni 2-9), doppiato da Roberto Gammino.
È il padre di Boyd. Fuggì quando mise incinta Kristin. Nella seconda stagione si riconcilia con Kristin e nella quarta la sposerà.
- Boyd Baxter, interpretato da Evan Kruntchev e Luke Kruntchev (stagione 1), Flynn Morrison (stagioni 2-6) e Jet Jurgensmeyer (ricorrente stagione 7-8), doppiato da Luca De Ambrosis.
Il figlio di Kristin: Mike si diverte a passare il tempo con suo nipote Boyd, e affettuosamente lo vede come il figlio che non ha mai avuto. Mike e Ryan spesso si scontrano su come dovrebbe essere cresciuto. Boyd ama le attività incoraggiate da suo padre e suo nonno.
- Chuck Larabee (stagioni 4-9; ricorrente stagioni 2-3), interpretato da Jonathan Adams, doppiato da Alessandro Ballico.
Il vicino di Mike e Vanessa: Chuck è un ex marine americano in pensione e un veterano della prima guerra del Golfo che gestisce un'azienda di sicurezza privata e che in seguito si occupa della sicurezza dell'Outdoor Man. Chuck è un afro-americano, e spesso scherza con Mike sugli stereotipi razziali, e si scambiano regolarmente le frecciate come se non si piacessero l'un l'altro. In realtà, sono buoni amici, nonostante non voglia ammetterlo. Vanessa vede attraverso i loro scambi accesi, spesso dicendo loro di "ottenere una stanza". Chuck è sposato con Carol e hanno un figlio, Brandon, che ha la stessa età di Eve.
- Jen (stagioni 7-9), interpretata da Krista Marie Yu.
Ragazza facente parte di un programma di scambio culturale, che i Baxter ospiteranno a casa propria. Legherà molto con tutti i membri della famiglia.

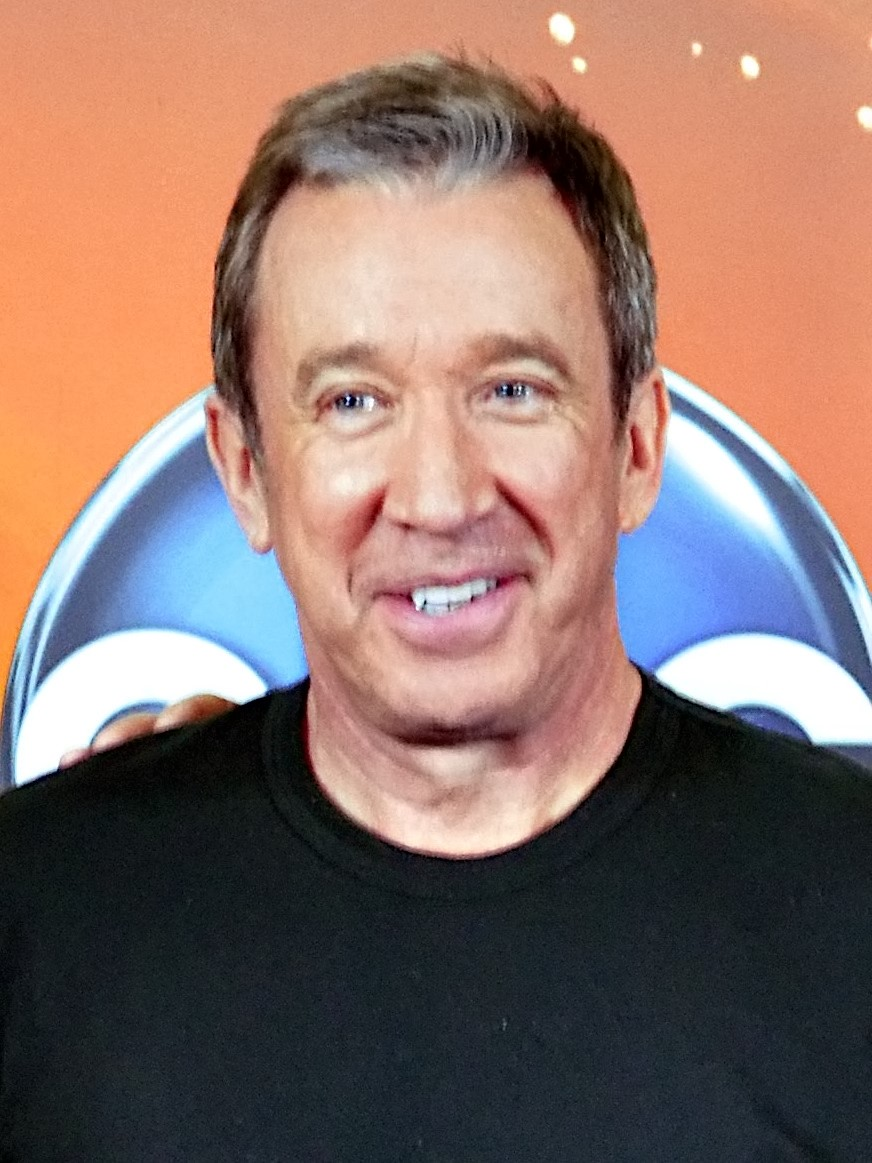
Tim Allen interpreta Mike Baxter
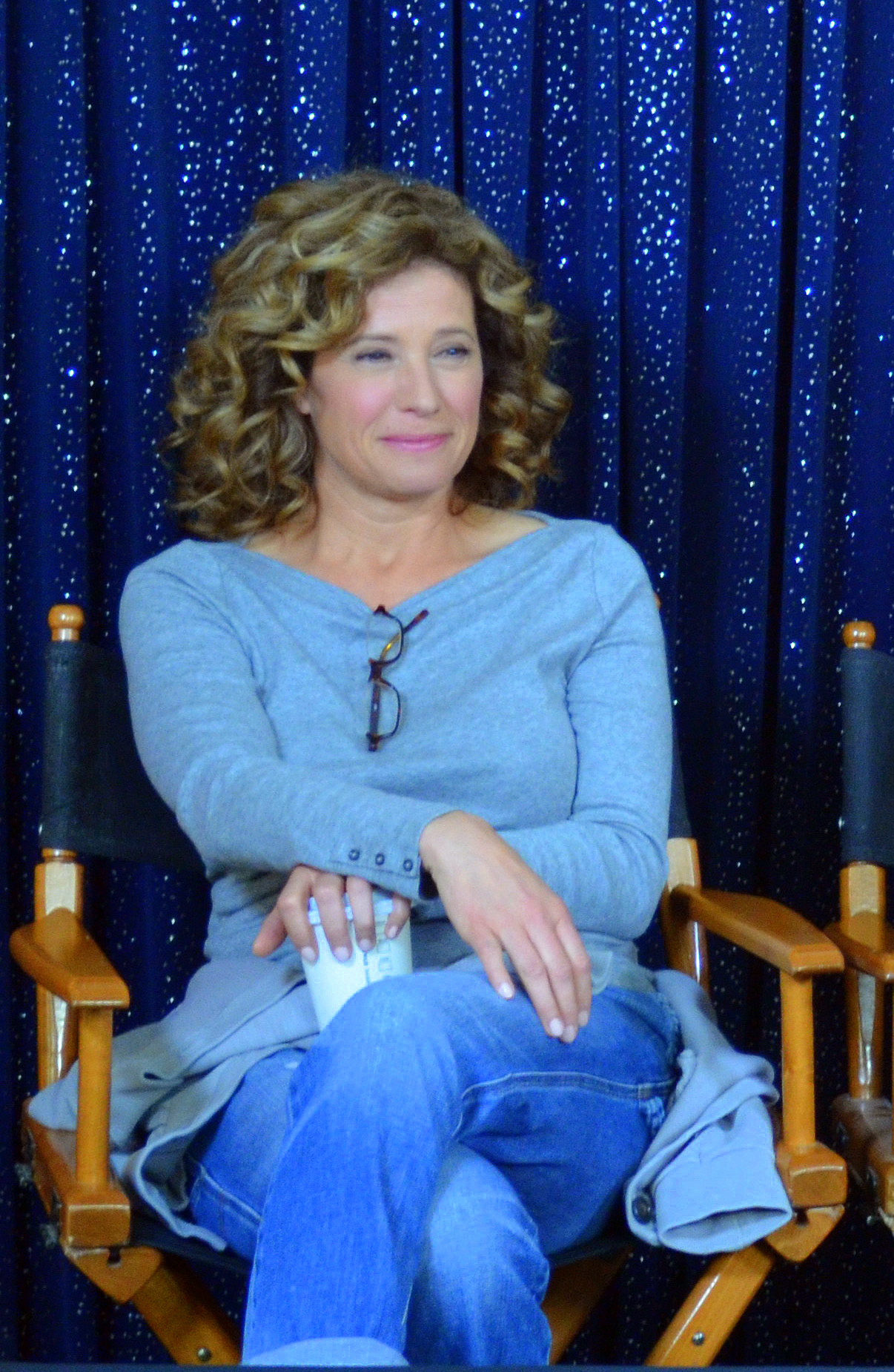
Nancy Travis interpreta Vanessa Baxter
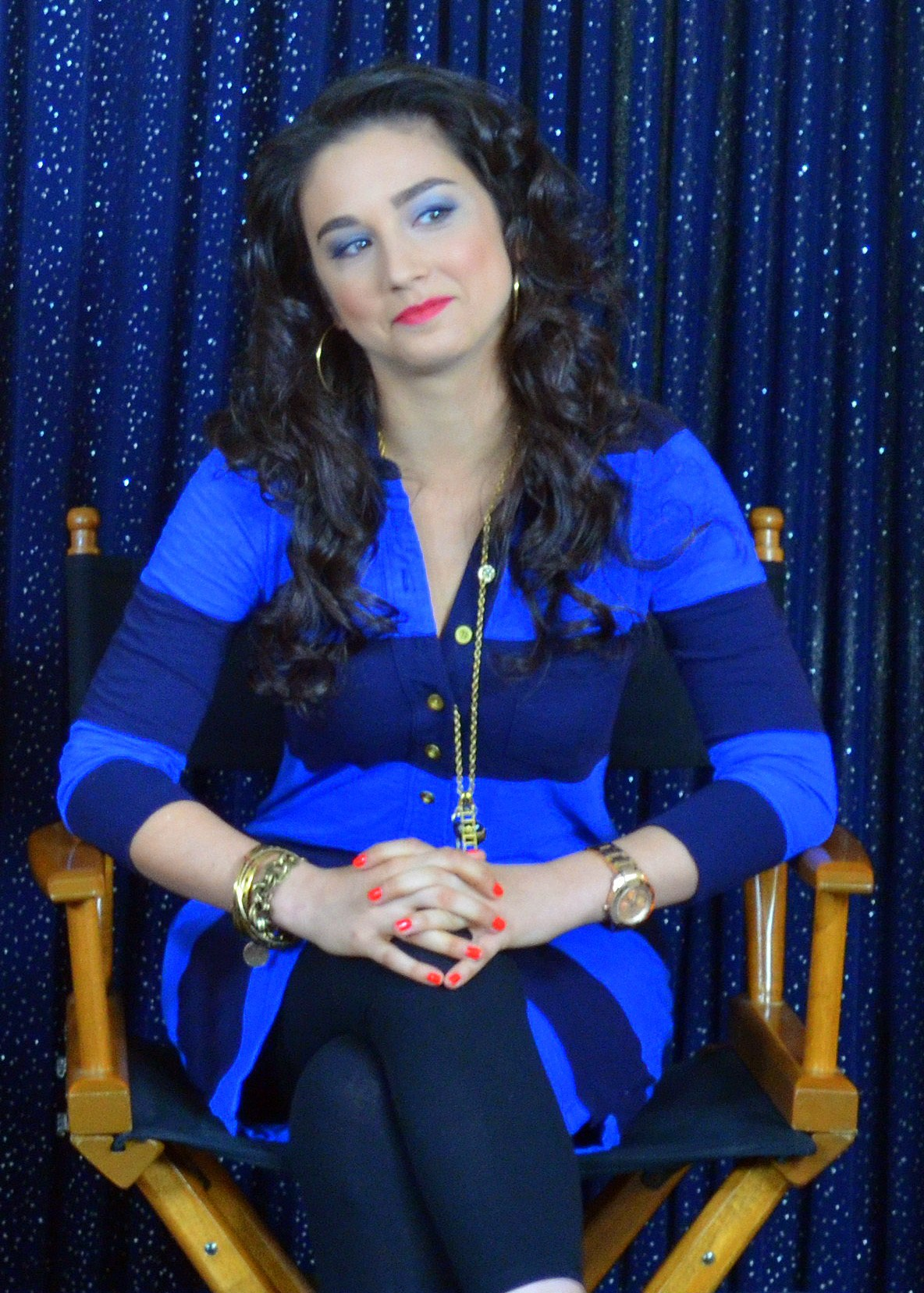
Molly Ephraim interpreta Mandy Baxter (stagioni 1-6)
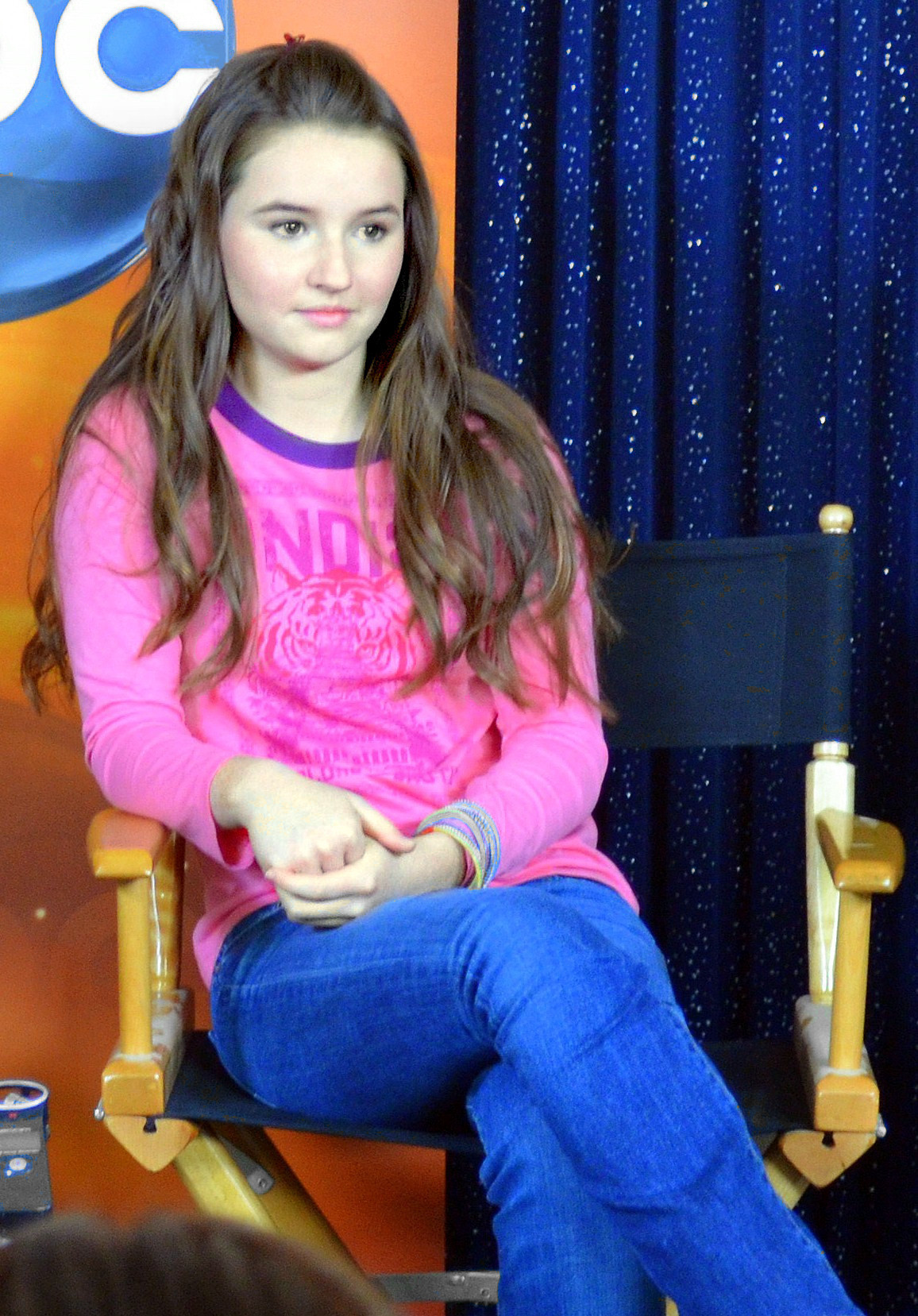
Kaitlyn Dever interpreta Eve Baxter
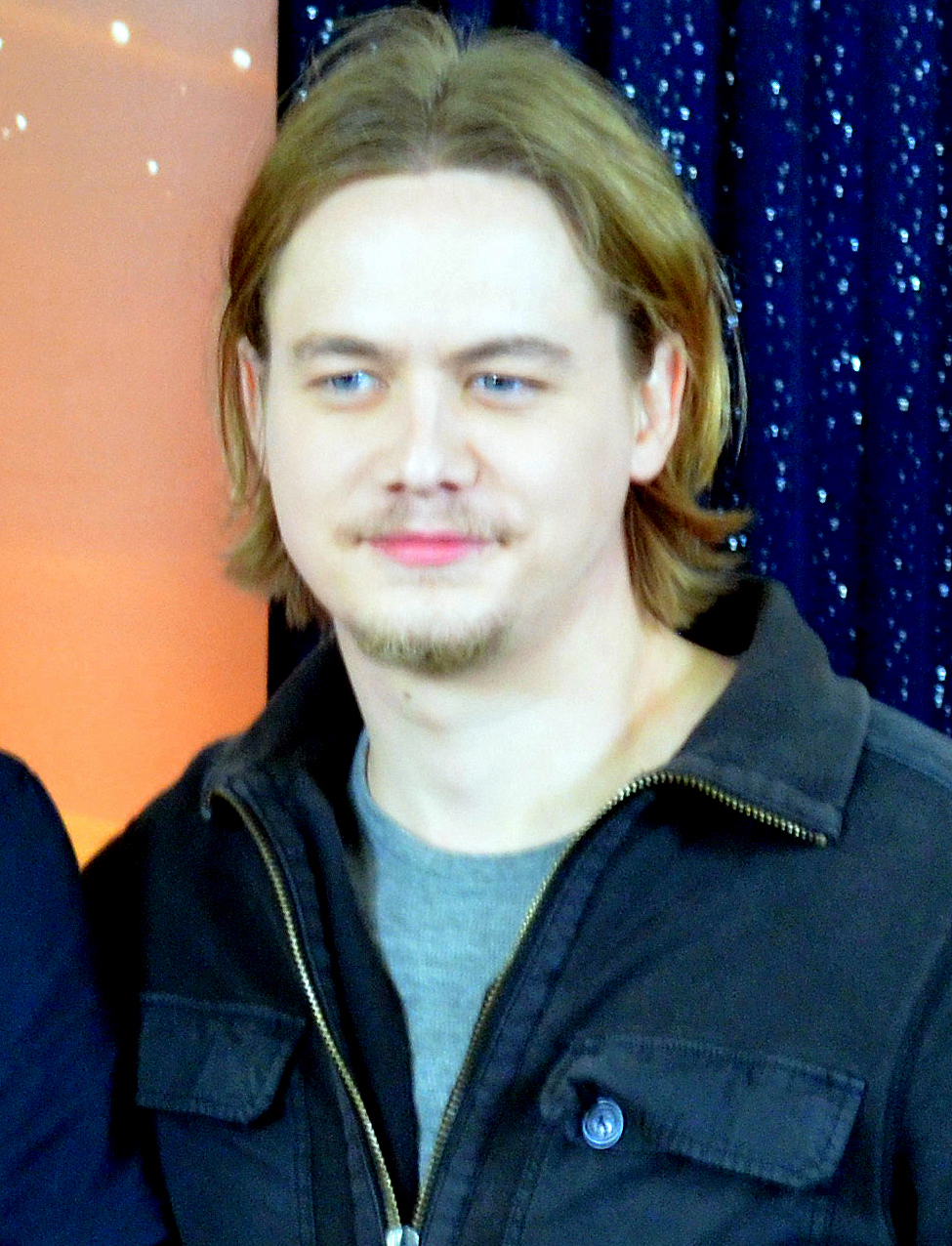
Christoph Sanders interpreta Kyle Anderson
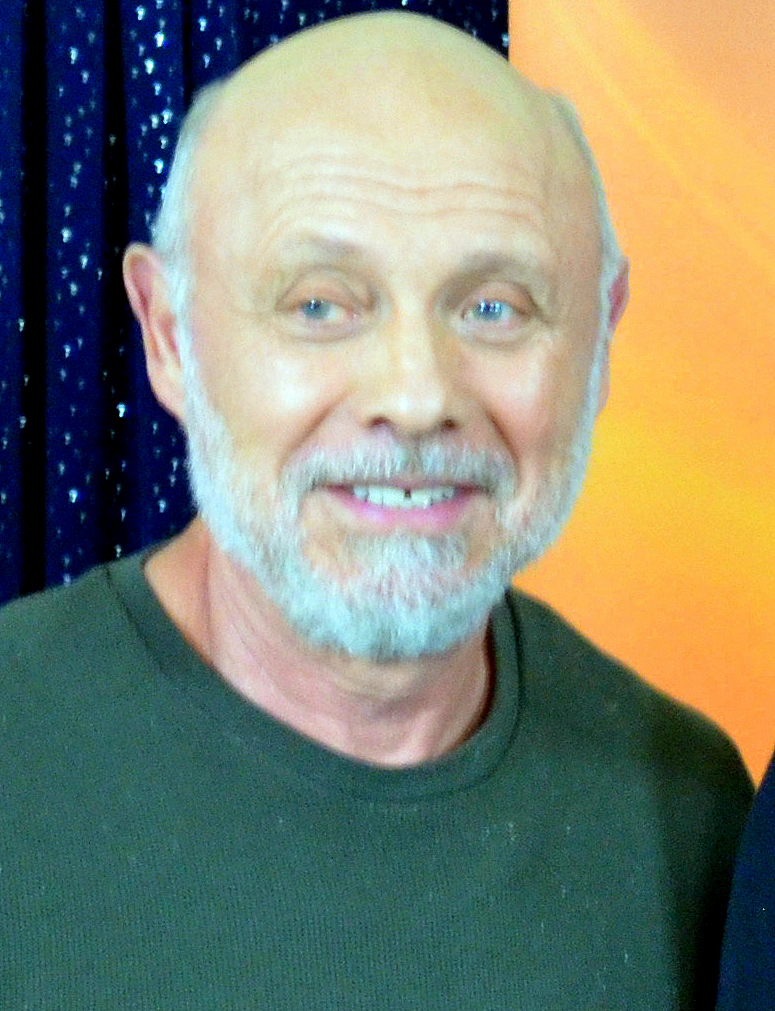
Héctor Elizondo interpreta Ed Alzate
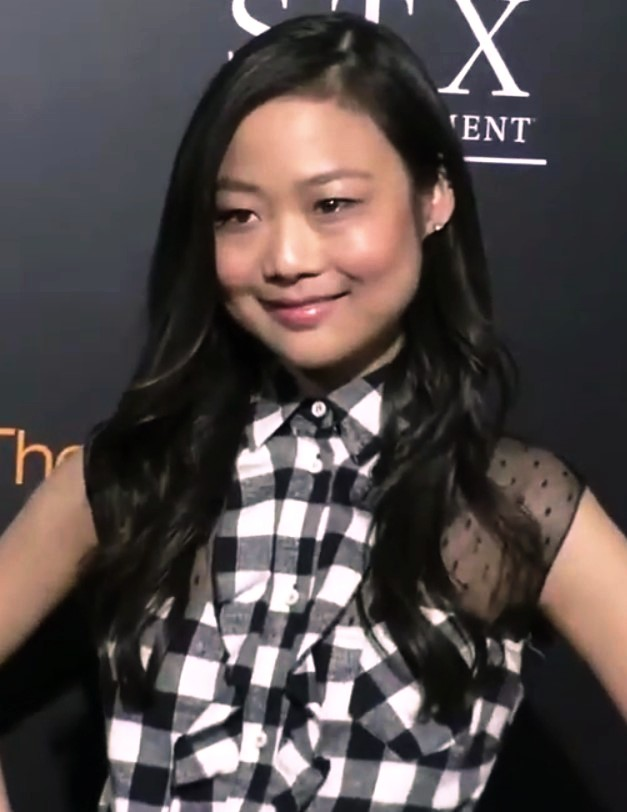
Krista Marie Yu interpreta Jen

### Personaggi ricorrenti
- Bud Baxter (stagione 1 e 3-4), interpretato da Robert Forster, doppiato da Angelo Nicotra.
- April (stagione 1 e 3), interpretata da Christina Moore
- Michelle (stagione 1), interpretata da Danielle Bisutti
- Carol Larabee, interpretata da Erika Alexander (stagioni 2-6) e Tisha Campbell-Martin (stagione 7)[2]
- Blanca Alvarez (stagioni 2-4), interpretata da Carla Jimenez
- Cammy Harris (stagioni 2-6), interpretata da Sarah Gilman
- John Baker (stagioni 2-3), interpretato da Jonathan Taylor Thomas, doppiato da Marco Vivio.
- Justin (stagioni 3-4), interpretato da Tye Sheridan, doppiato da Luca Mannocci.
- Andrew (stagione 3), interpretato da Zachary Gordon
- Wendi Gracin (stagioni 3-5), interpretata da Joely Fisher
- Joe Leonard (stagioni 5-9), interpretato da Jay Leno
- Rob (stagione 6), interpretato da Travis Tope

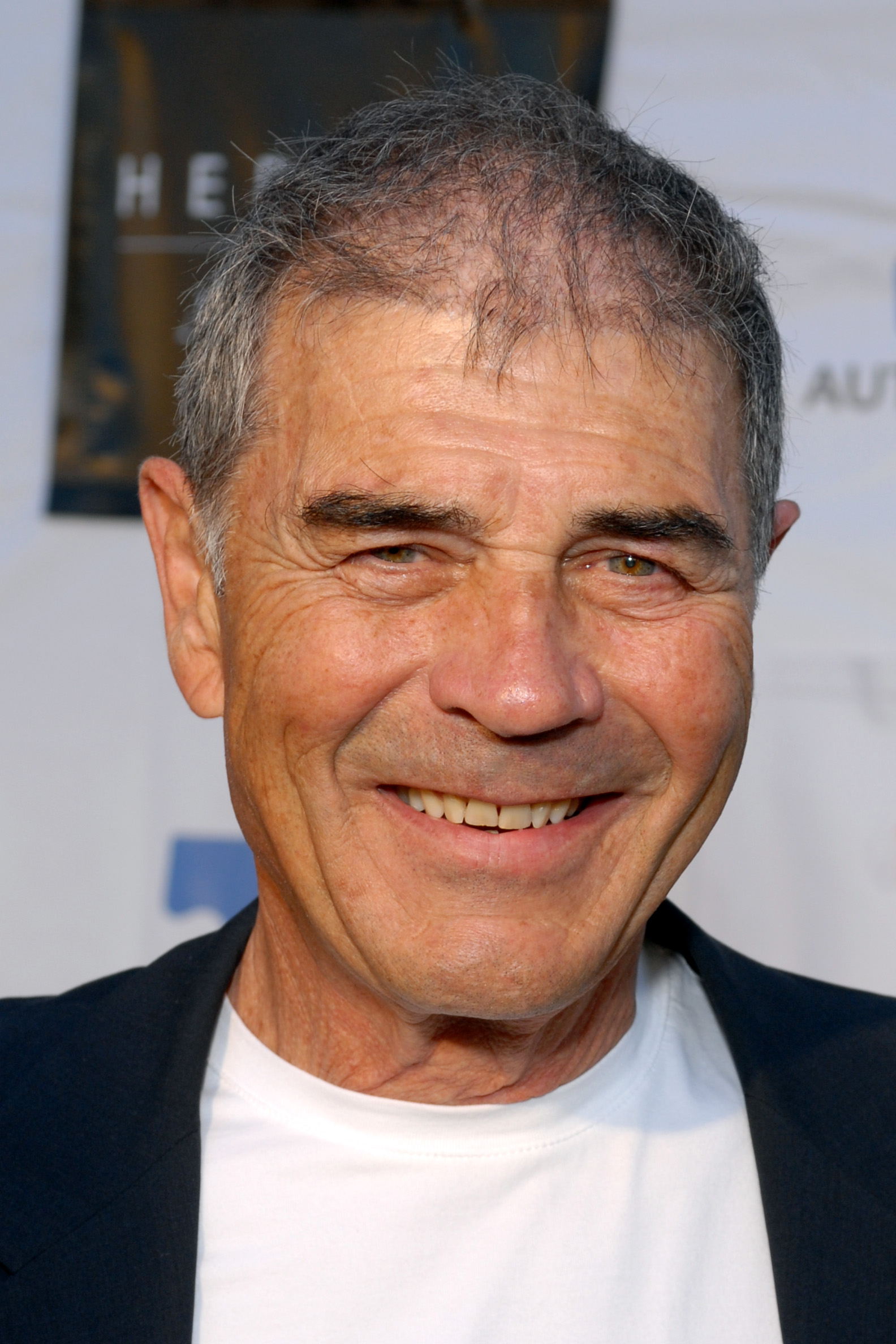
Robert Forster interpreta Bud Baxter
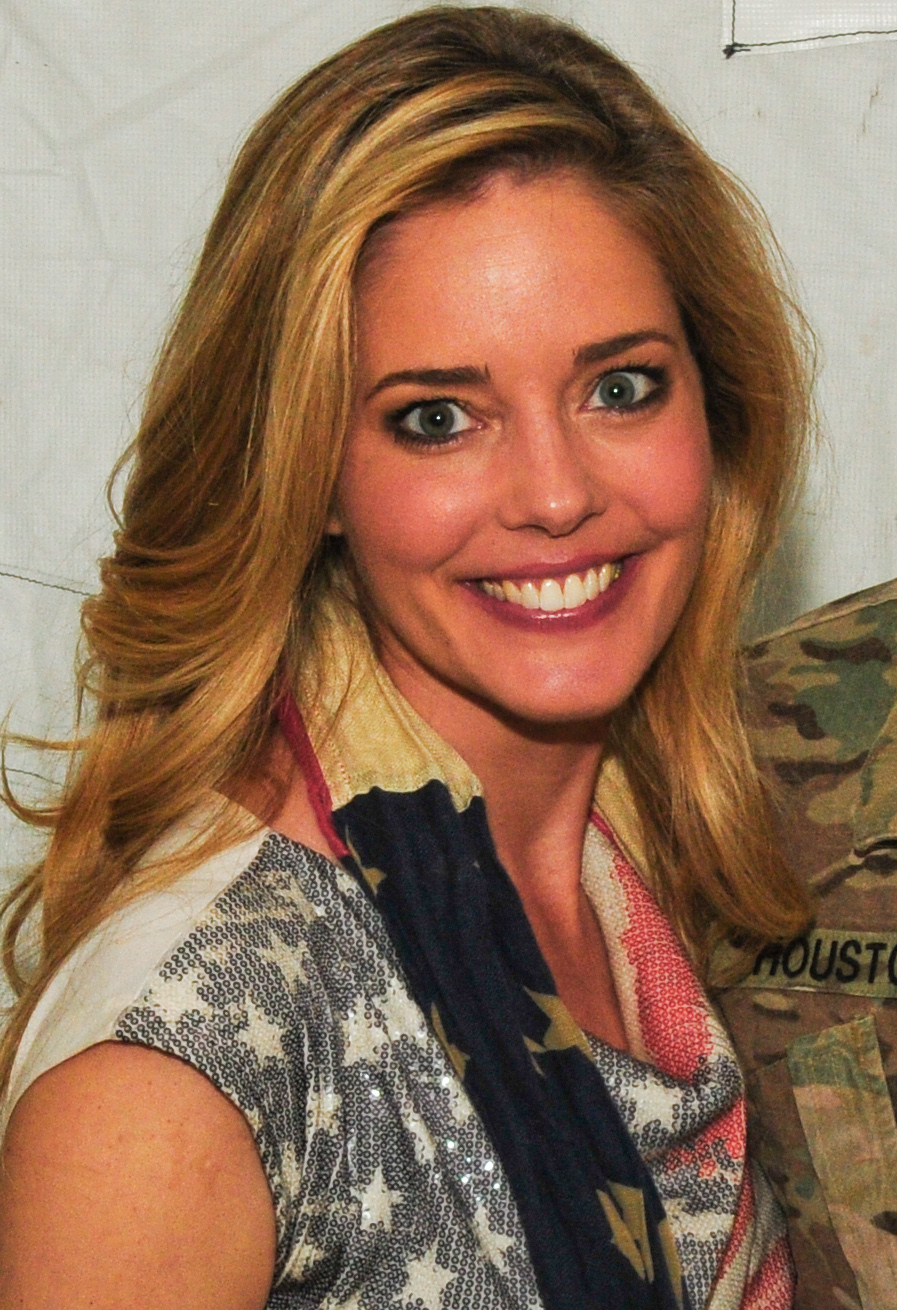
Christina Moore interpreta April
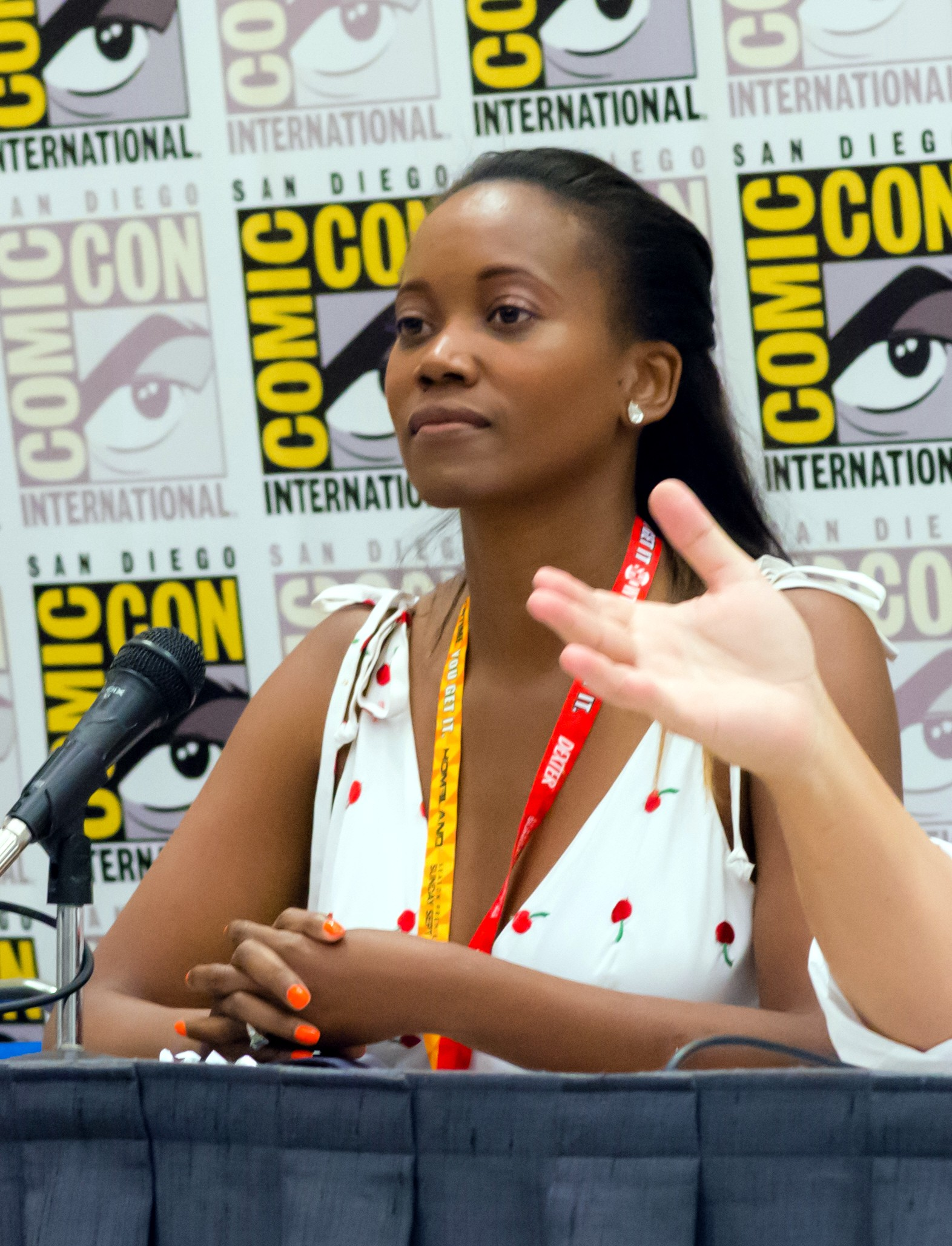
Erika Alexander interpreta Carol Larabee
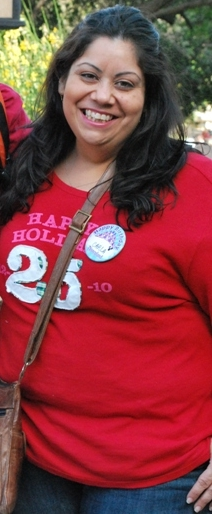
Carla Jimenez interpreta Blanca Alvarez
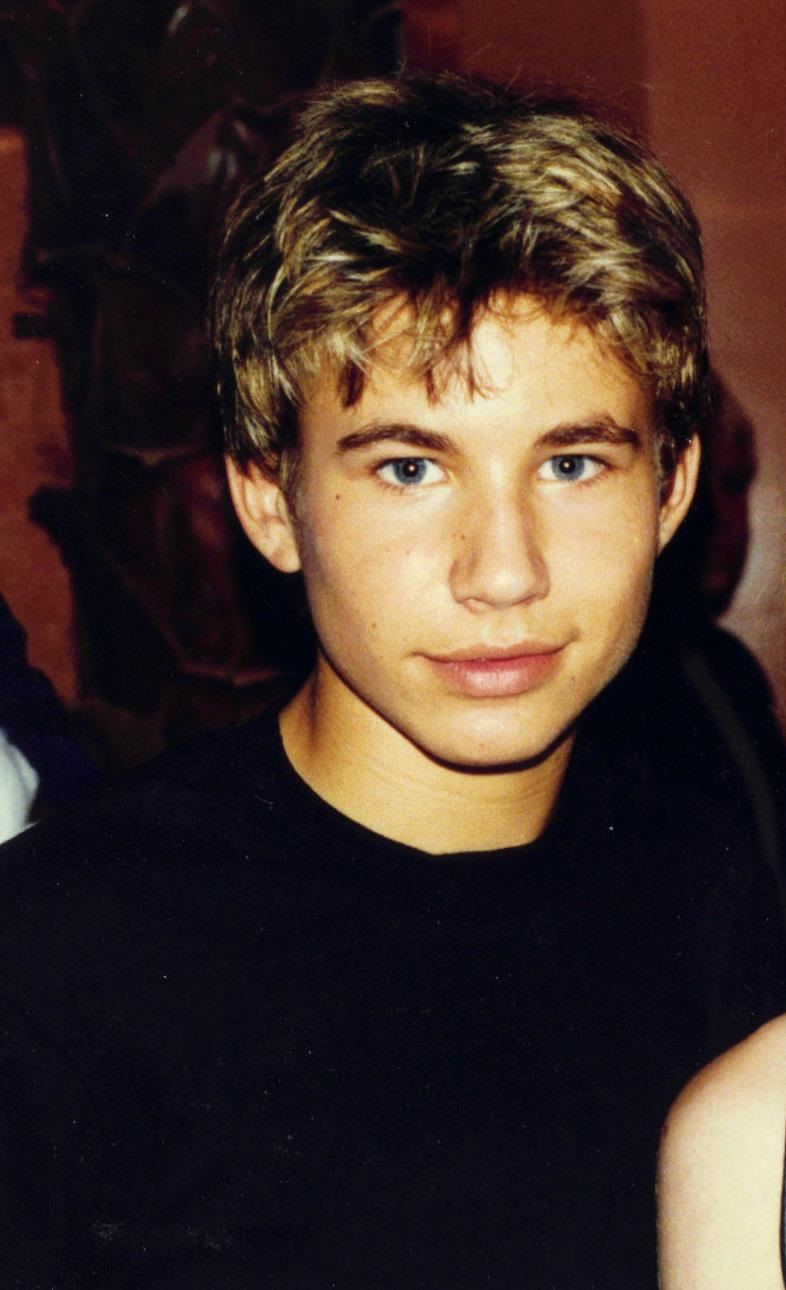
Jonathan Taylor Thomas interpreta John Baker
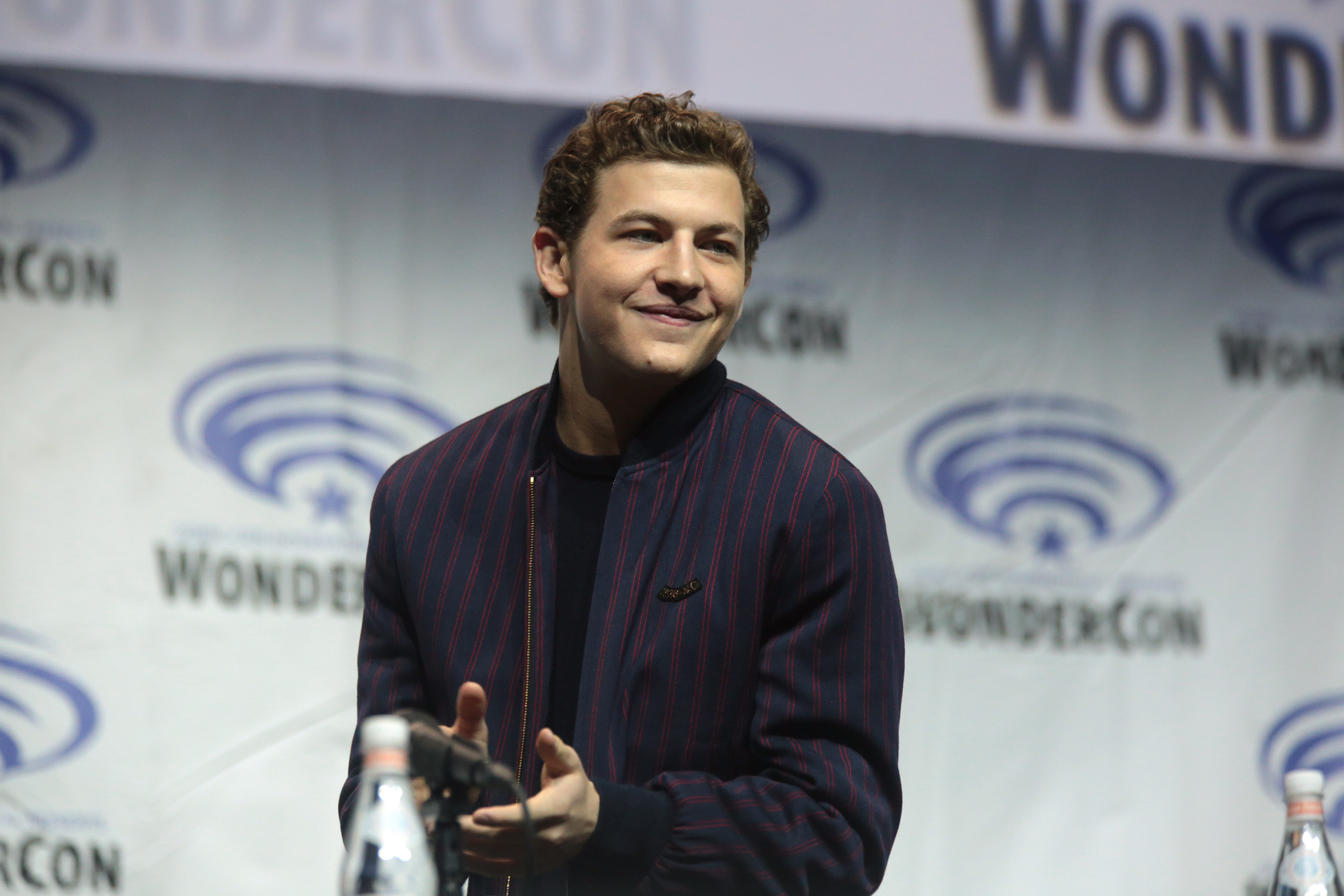
Tye Sheridan interpreta Justin
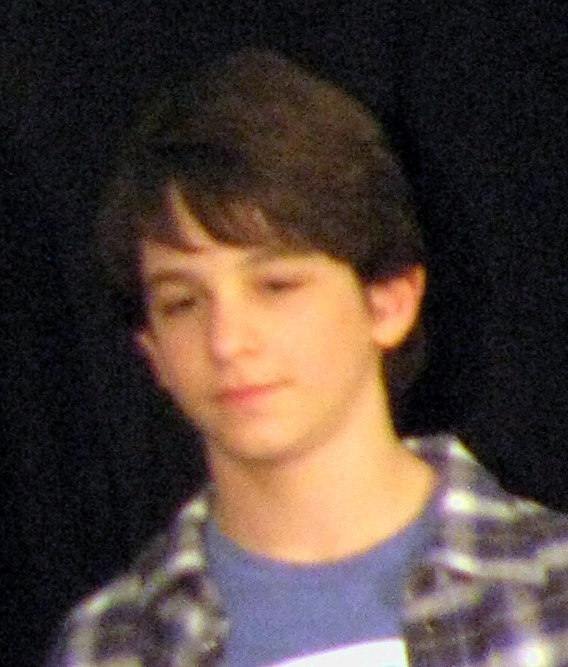
Zachary Gordon interpreta Andrew
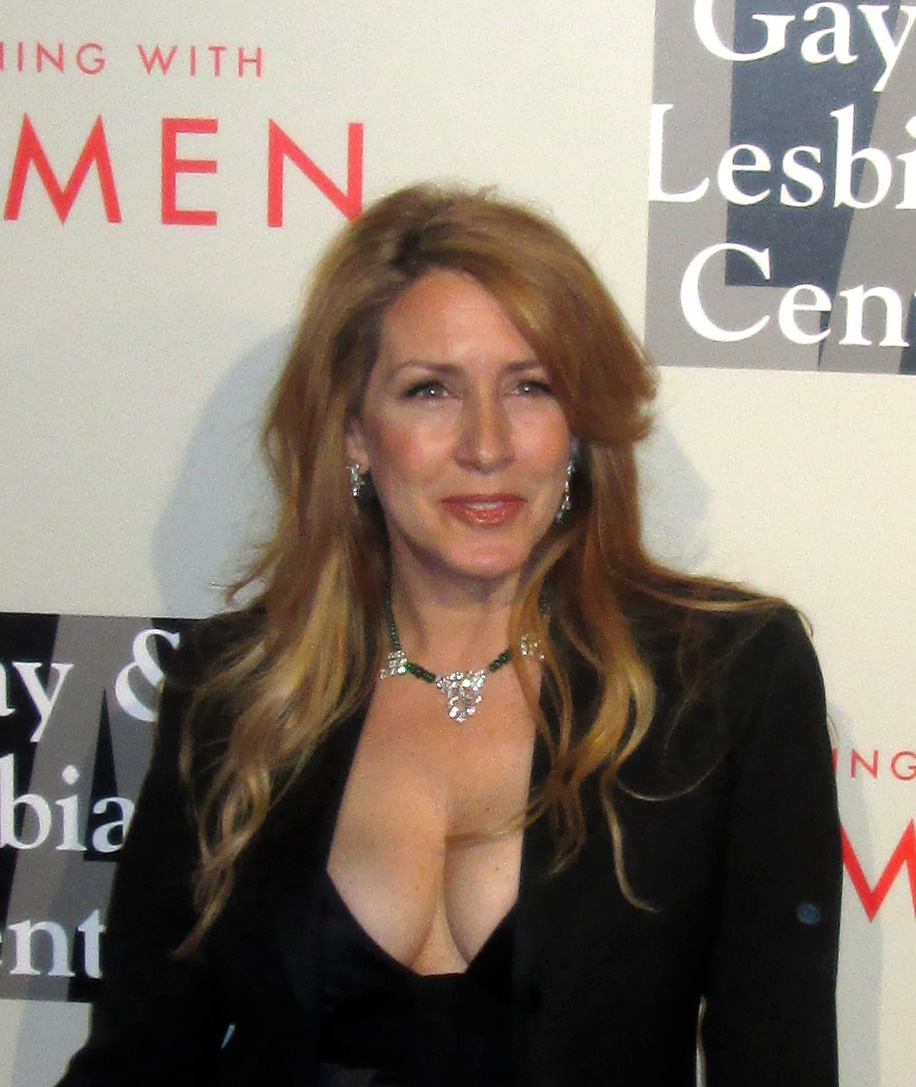
Joely Fisher interpreta Wendi Gracin
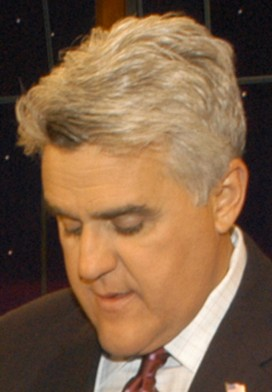
Jay Leno interpreta Joe Leonard
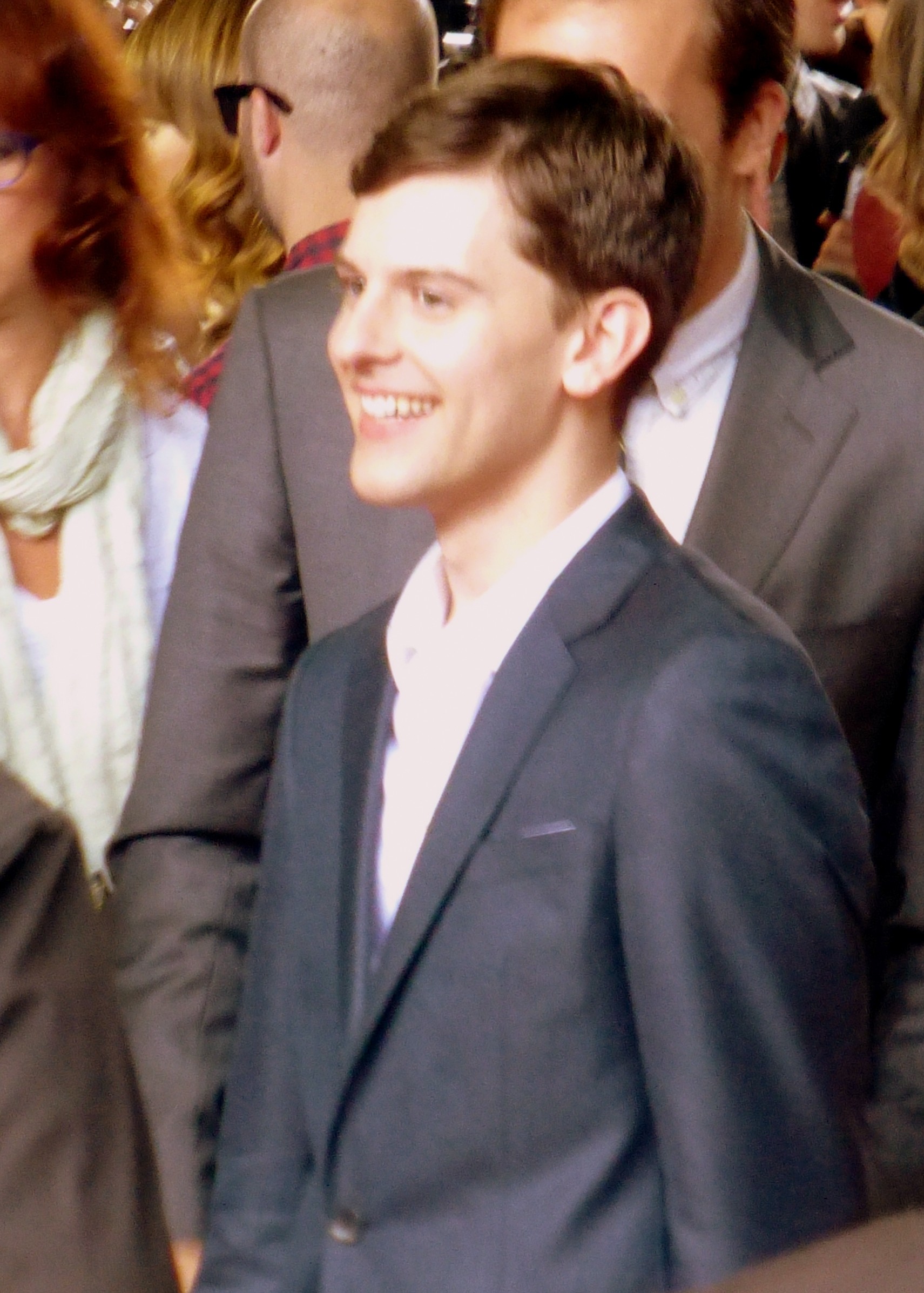
Travis Tope interpreta Rob

### Personaggi secondari
- Octavio, interpretato da Ezequiel Stremiz, doppiato da Luca Mannocci.
- Maria, interpretata da Emma Loewen, doppiata da Vittoria Bartolomei.
- Teresa, interpretata da Robin Roberts, doppiata da Irene Di Valmo.
- Fiona, interpretata da Lauren Tom, doppiata da Federica Bomba.
- Trevor, interpretato da Jordan Black, doppiato da Francesco Fabbri.

## Produzione
L'8 novembre 2010 la ABC diede un primo via libera al progetto ideato da Jack Burditt, in quel momento noto con il titolo di lavorazione Man Up; confermando la produzione di un episodio pilota il 19 gennaio 2011; quando la serie venne presentata come una nuova sitcom incentrata su «un uomo che cerca di mantenere la sua virilità in un mondo sempre più dominato dalle donne» e assunse il nuovo titolo provvisorio The Last Days of a Man.

### Casting
Il casting iniziò il 18 febbraio 2011, quando Tim Allen venne ingaggiato per interpretare il protagonista Mike Baxter. Il 29 marzo venne ingaggiata Nancy Travis, per il ruolo della moglie di Mike, Vanessa; mentre il 30 marzo entrò nel cast anche Hector Elizondo, interprete del capo di Mike, Ed Alzate. Nei giorni seguenti furono ingaggiate anche Kaitlyn Dever, Molly Ephraim e Alexandra Krosney, interprete delle figlie del protagonista: Eve, Mandy e Kristin. Completa il cast principale Christoph Sanders, interprete di Kyle Anderson, giovane dipendente che lavora con Mike.
Il 25 agosto 2011, tra le guest star della prima stagione venne annunciata la presenza di Cassandra Peterson, apparsa nell'episodio dedicato alla festa di Halloween Last Halloween Standing. L'8 novembre Nick Jonas venne ingaggiato per interpretare il ruolo di Ryan, padre naturale del nipote di Mike; mentre il 14 dicembre venne annunciata l'apparizione di Jamie-Lynn Sigler nel ruolo di Gabriella, figlia di Ed Alzate. Il 3 gennaio 2012 venne ingaggiata per interpretare se stessa in un episodio anche Kim Kardashian. Il successivo 3 febbraio vennero ingaggiati invece Robert Forster e Mike Rowe, interpreti rispettivamente del padre e del fratello del protagonista Mike Baxter. Tra le altre guest star della prima stagione sono presenti Kenton Duty, David Anthony Higgins, Steve Talley, Tony Hawk, il pilota Tony Stewart, interprete di se stesso, Frankie Muniz e Christina Moore, interprete di April, sorella di Vanessa.
L'11 giugno 2012, prima dell'inizio della produzione della seconda stagione, venne annunciato che Alexandra Krosney avrebbe abbandonato il cast per ragioni creative. Per sostituirla, il 10 agosto 2012 venne ingaggiata Amanda Fuller; un recasting si svolse anche per il figlio del suo personaggio, Boyd, che nella seconda stagione ha cinque anni, mentre nella prima ne aveva due. Durante tale stagione entra nel cast regolare anche il personaggio di Ryan, il padre di Boyd, interpretato però da Jordy Masterson, in sostituzione di Nick Jonas, mentre viene scelto come interprete del personaggio ricorrente di Chuck Larabee l'attore Jonathan Adams, che entrerà nel cast regolare a partire dalla quarta stagione.
Per la settima stagione sono stati effettuati degli ulteriori recasting per i personaggi di Mandy e Boyd, con la prima che da tale stagione verrà interpretata da Molly McCook e il secondo da Jet Jurgensmeyer. In tale stagione viene aggiunta al cast regolare anche Krista Marie Yu, che interpreta il personaggio di Jen.

## Programmazione
Dopo aver visionato il pilot, il 13 maggio 2011 la rete diede il via libera alla produzione di una prima stagione completa; la serie assunse il titolo definitivo Last Man Standing e debuttò nei palinsesti statunitensi l'11 ottobre 2011. Visti i buoni ascolti registrati dai primi episodi, il successivo 3 novembre la ABC decise di estendere l'ordine iniziale di 13 episodi a 22; poi ulteriormente esteso a 24 nel seguente mese di gennaio. Nel frattempo, per motivi familiari, Jack Burditt aveva ceduto la posizione di showrunner a Kevin Abbott, che a partire dalla stagione successiva avrebbe lasciato il posto a Tim Doyle. L'11 maggio 2012 la ABC rinnovò la serie per una seconda stagione, trasmessa dal successivo 2 novembre. Dopo la trasmissione di soli due episodi della seconda stagione, il 12 novembre la ABC ordinò la creazione di tre sceneggiature aggiuntive, portando così l'ordine da tredici a sedici episodi. Successivamente, il 28 novembre, il network ordinò la creazione di ulteriori due sceneggiature, portando così l'ordine finale a diciotto episodi. Il 13 maggio 2016 la serie viene rinnovata anche per una sesta stagione, andata in onda dal 23 settembre 2016 al 31 marzo 2017. Il 10 maggio 2017, la serie viene cancellata dopo sei stagioni, nonostante fosse la seconda sitcom della ABC più seguita durante la stagione 2016-17.
I primi tentativi di riportare la serie in onda li fece CMT (rete che ha già riportato in onda Nashville, cancellata dalla ABC dopo quattro stagioni), ma l'accordo con la ABC saltò. Il 3 maggio 2018, Allen twittò che un ritorno "potrebbe essere solo una realtà" e ha spinto i sostenitori dello show a "continuare così". Lo stesso giorno, TVLine riferì che la Fox era intenzionata a prendere la serie per la stagione televisiva 2018-2019. L'11 maggio 2018, Fox annunciò ufficialmente di aver ordinato una settima stagione. La settima stagione viene trasmessa negli Stati Uniti dal 28 settembre 2018. Il 19 aprile 2019 Fox ha annunciato il rinnovo per l'ottava stagione, andata in onda sia negli Stati Uniti che in Italia nel 2020. Il 19 maggio 2020 la Fox ha rinnovato la serie per una nona stagione, che si è rivelata essere anche l'ultima di tutta la serie.
In lingua italiana la serie è andata in onda in prima visione in chiaro dal 1º dicembre 2012 sulla rete svizzera RSI LA1, mentre in Italia ha debuttato il 3 dicembre 2012 sul canale satellitare Fox, in contemporanea con la messa in onda svizzera. Dalla terza alla sesta stagione va in onda in prima visione su Fox Comedy; mentre dalla settima, invece, è tornata ad essere trasmessa in prima visione su Fox a poche settimane dalla messa in onda statunitense. In Italia, in chiaro, la serie è trasmessa da Italia 1.